# اورومیتا
اورومیتا (انگلیسی: Urumita) نام شهری در کشور کلمبیا است.